# Orbis Pictus
Orbis Pictus é um filme de drama eslovaco de 1997 dirigido e escrito por Martin Šulík. Foi selecionado como representante da Eslováquia à edição do Oscar 1998, organizada pela Academia de Artes e Ciências Cinematográficas.

## Elenco
- Dorota Nvotová - Terezka
- Marián Zednikovič
- Július Satinský - Drusa
- Hana Gregorová
- Anton Šulík - pai
- Marián Labuda - Emil
- Božidara Turzonovová - Marta
- Emília Vášáryová - mãe
- František Kovár - Tomáš